# Geheimnisse der Tiefe
Geheimnisse der Tiefe ist ein US-amerikanischer Kurzfilm aus dem Jahr 1959.

## Handlung
Schon immer haben die Meerestiefen die Phantasie der Menschen beflügelt und Legenden wie den Meeresgott Neptun oder Seeungeheuer verschiedener Größe hervorgebracht. Auch das reale Leben unter Wasser erscheint zum Teil unwirklich, so erscheint der Mantarochen auch bei näherem Hinsehen wie nicht von dieser Welt. Nach Delfinen und dem Verhalten der Wale zur Paarungszeit werden Fischschwärme gezeigt, die als „Nomaden des Meeres“ bezeichnet werden. Es folgen Aufnahmen von Seetang, Seeanemonen, bizarren Röhrenwürmern und Seelilien, Sandkrabben, Fadenschnecken, aber dem schneckenähnlichen Wesen Navanax inermis, das einem Unterwasserstaubsauer gleich arbeitet. Über das Fressverhalten der Seenadel und des Dunklen Riesenzackenbarsches (Epinephelus lanceolatus), die aus totaler Starre ihr potenzielles Opfer anfallen, werden auch die Unterkunftssuchen von Tintenfisch und Panzerwangenfisch thematisiert.
Bilder einer Delfingeburt leiten zu den Mutter- und Vaterfreuden der Seetiere über. Delfinjunge werden sogar gegen Haie verteidigt. Beim Seepferdchen trägt das Männchen die Jungtiere aus und ist nach der Geburt zu Recht erschöpft. Es folgen die Themenbereiche fressen und gefressen werden. Die Nahrungsmittelkette von Tintenfisch zu Kammmuscheln zu Kugelfisch wird gezeigt, aber auch Tarnungsmechanismen, um nicht gefressen zu werden. Der Stachelrochen vergräbt sich zu diesem Zweck im Sand. Auf lebende Tiere hat es wiederum der Kieferfisch nicht abgesehen, da er ein Aasfresser ist. Konkurrenz unweit seiner Höhle durch Artgenossen hat er dennoch nicht gern. Am Ende wird der Kampf zwischen Hummer, Krabben, Drückerfisch, Oktopus, zwei Muränen und einem weiteren Oktopus gezeigt, dessen Ausgangspunkt war, dass ein Oktopus einem Drückerfisch eine Krabbe entwendet hat.

## Produktion
Der in Technicolor gedrehte Film entstand als Teil der Kurzfilmreihe True-Life Adventures in Zusammenarbeit mit den Marine Studios in Marineland, Florida, dem Kerckhoff Marine Laboratory und den Friday Harbor Laboratories. Die Animationssequenzen beim Filmvorspann stammen von Joshua Meador und Art Riley. Erzähler des Films war Winston Hibler. Geheimnisse der Tiefe wurde am 16. Dezember 1959 veröffentlicht und erschien 2012 auf der Disney-Dreier-DVD Naturfilm-Klassiker auf Englisch mit deutschen Untertiteln.

## Auszeichnungen
Geheimnisse der Tiefe wurde 1960 für einen Oscar in der Kategorie „Bester Kurzfilm (zwei Filmrollen)“ nominiert, konnte sich jedoch nicht gegen Histoire d’un poisson rouge durchsetzen.